# پلاتنسیمایسین
پلاتنسیمایسین (به انگلیسی: Platensimycin) یک ترکیب شیمیایی با شناسه پاب‌کم ۶۸۵۷۷۲۴ است. که جرم مولی آن ۴۴۱٫۴۷۳۶۸ g/mol می‌باشد. 